# شركة الطائرات القياسية
شركة الطائرات القياسية (بالإنجليزية: Standard Aircraft Corporation)‏ هي شركة أمريكية لصناعة الطائرات، تأسست في عام 1916، في بلينفيلد، نيو جيرسي. وفي وقت مبكر جدا من الحرب العالمية الأولى كانت الشركة أحد موردين الطائرات إلى سلاح الإشارة للجيش الأمريكي.